# فرانسیس مگی
فرانسیس مگی (انگلیسی: Francis Magee؛ زاده ۲۶ ژوئن ۱۹۵۹) یک هنرپیشه اهل ایرلند است. وی از سال ۱۹۹۳ میلادی تاکنون مشغول فعالیت بوده‌است.